# Richard Arlen
Richard Arlen (1 de septiembre de 1898-28 de marzo de 1976) fue un actor estadounidense.
Su nombre real era Cornelius Richard Van Mattimore y nació en Charlottesville, Virginia, sirvió en la Royal Canadian Air Force durante la Primera Guerra Mundial. Al acabar la guerra, se fue a Los Ángeles donde se puso a trabajar en diversas ocupaciones no cualificados. Por un golpe de suerte, tuvo la oportunidad de actuar, apareciendo primero en películas mudas, pasando luego a las películas habladas. 
Arlen es conocido por su papel de piloto en la película ganadora del primer Oscar en 1927 Alas donde actuó junto a Clara Bow, Charles Rogers, y su futura primera esposa Jobyna Ralston.
Por su contribución a la industria del cine, Richard Arlen tiene una estrella en el paseo de la fama de Hollywood.
Murió a causa de un enfisema en 1976.

## Filmografía
Algunas de sus más de 140 películas son:
- Alas (1927)
- Beggars of Life (1928)
- Ladies of the Mob (1928)
- Dangerous Curves (1929)
- Thunderbolt (1929)
- The Four Feathers (1929)
- El virginiano (1929)
- The Secret Call (1931)
- Pasto de tiburones (1932)
- Island of Lost Souls (1933)
- Missing Daughters (1939)
- The Man from Montreal (1940)
- A Dangerous Game (1941)
- Forced Landing (1941)
- Accomplice (1946)
- When My Baby Smiles at Me (1948)
- The Blazing Forest (1952)
- Cavalry Command (1963)
- The Road to Nashville (1967)
- The Sky's the Limit (1975)